# Esquirol volador blanc i vermell
L'esquirol volador blanc i vermell (Petaurista alborufus) és una espècie de rosegador de la família dels esciúrids. Viu a la Xina i Taiwan. S'alimenta de glans, altres tipus de núcules, fruita i plantes amb moltes fulles, així com d'insectes, larves i, possiblement, ous d'ocells. Els seus hàbitats naturals són els boscos densos de montà, els boscos de fusta dura, els boscos de coníferes i els penya-segats de pedra calcària. Es creu que no hi ha cap amenaça significativa per a la supervivència d'aquesta espècie, tot i que les poblacions taiwaneses estan afectades per la caça.